# أنا الحب (فلم)
أنا الحب فيلم مصري تم إنتاجه عام 1954، من إخراج هنري بركات و بطولة شادية و محسن سرحان و يحيى شاهين.

## تمثيل
- شادية
- محسن سرحان
- يحيى شاهين
- حسين رياض
- زينات صدقي
- زهرة العلا
- عمر الجيزاوي
- زكي إبراهيم
- مونا فؤاد

## أغاني الفيلم
- ياللي إنت قلبك
- ماتهونش عليا
- إن فات عليك الهوا

## وصلات خارجية
- مقالات تستعمل روابط فنية بلا صلة مع ويكي بيانات

1. ↑  أنا الحب (فلم) في قاعدة بيانات الأفلام العربية
2. ↑  Ana el hub (1954) | ČSFD.cz نسخة محفوظة 11 مايو 2020 على موقع واي باك مشين.
3. ↑   [وصلة مكسورة] نسخة محفوظة 25 أغسطس 2017 على موقع واي باك مشين.